# Soňa Javůrková
Soňa Javůrková (12. března 1965 Ostrava – 30. července 2025) byla česká klavíristka a hudební pedagožka, v letech 2004–2025 ředitelka Janáčkovy konzervatoře v Ostravě.

## Život
Narodila se 12. března 1965 v Ostravě. V dětství se učila hře na klavír na lidové škole umění ve třídě Miriam Novotné. Poté ji na ostravské konzervatoři vedl profesor Zdeněk Duchoslav a na Vysoké škole múzických umění v Bratislavě profesorka Eva Fischerová. Po studiu nastoupila jako pedagožka na Janáčkovu konzervatoř v Ostravě a kromě výuky koncertovala jako sólistka či komorní hráčka. Dne 1. srpna 2004 se stala ředitelkou Janáčkovy konzervatoře v Ostravě, když v této funkci vystřídala dosavadního ředitele Milana Báchorka. Konzervatoř vedla až do své smrti v roce 2025.
V červnu 2020 získala od hejtmana Moravskoslezského kraje Ivo Vondráka ocenění za dlouhodobou tvůrčí pedagogickou činnost.
Jejím manželem byl sbormistr, hudební dramaturg a ředitel Mezinárodního hudebního festivalu Leoše Janáčka Jaromír Javůrek. Dcera se stala lékařkou, syn k roku 2019 studoval vysokou školu.